# Рауль Маганья
Рауль Маганья (ісп. Raúl Magaña, 24 лютого 1940, Санта-Ана — 30 вересня 2009) — сальвадорський футболіст, що грав на позиції воротаря. По завершенні ігрової кар'єри — тренер. Вважається одним з найкращих воротарів в історії сальвадорського футболу.

## Клубна кар'єра
У дорослому футболі дебютував 1958 року виступами за команду ФАС у віці 18 років, вийшовши на заміну в матчі проти коста-риканської «Сапрісси». З ФАС тричі вигравав чемпіонат Сальвадору — в 1958 і двічі в 1962 році.
У першій половині 1960-х років грав у різних Гватемальських клубах, в період виступу за «Універсідад» закінчив Університет Сан-Карлос, отримав диплом економіста. Після повернення з Гватемали грав за «Альянсу», з якою виграв чемпіонат Сальвадору в сезоні 1965/66.
1967 року Маганья перебрався в Канаду, де спочатку грав за клуб «Монреаль Канталія» у Канадській національній футбольній лізі, а сезон 1968 року в новоствореній Північноамериканській футбольній лізі за «Торонто Фалконс» під керівництвом легендарного Ладислава Кубали, де зіграв 15 ігор, після чого у кінці сеону команда припинила існування.
Знову повернувшись на батьківщину, Маганья виграв з «Атлетіко Марте» чемпіонати Сальвадору сезонів 1968/69 і 1970.
Згодом з 1970 року грав у складі команд ФАС та «Онсе Мунісіпаль», а завершив ігрову кар'єру 1975 року у команді «Альянса», у складі якої вже виступав раніше.

## Виступи за збірну
19 березня 1961 року дебютував в офіційних матчах у складі національної збірної Сальвадору.
У складі збірної був учасником чемпіонату світу 1970 року у Мексиці, на якому був основним воротарем і зіграв всі 3 матчі. Остання гра групового турніру проти збірної СРСР 10 червня стала для Маганьї останньою у складі збірної.
Його кумиром був радянський воротар Лев Яшин. Так само як Яшин, Маганья грав у чорному светрі і кепці.

## Кар'єра тренера
Розпочав тренерську кар'єру невдовзі по завершенні кар'єри гравця, 1976 року, очоливши тренерський штаб клубу «Платенсе Мунісіпаль». В подальшому чотири рази очолював збірну Сальвадору в 1976, 1979, 1984 та 1987 роках, а також тренував різні клубні команди в Сальвадорі.
Крім тренерської роботи, Маганья багато років працював у структурі КОНКАКАФ, був ведучим спортивних новин на телебаченні, футбольним коментатором на радіо, вів колонку в газеті.
Останнім місцем тренерської роботи був клуб «Атлетіко Марте», головним тренером команди якого Рауль Маганья був з 2004 по 2008 рік, і який він повернув у Вищий дивізіон після багатьох років відсутності.
Помер 30 вересня 2009 року на 70-му році життя від раку шлунка.

## Титули і досягнення
- Чемпіон Сальвадору (6):

ФАС: 1958, 1961/62, 1962
«Альянса»: 1965/66
«Атлетіко Марте»: 1968/69, 1970
- Чемпіон Гватемали (1):

«Мунісіпаль»: 1963/64